# Paral·lel 39° sud
El paral·lel 39° sud és una línia de latitud que es troba a 39 graus sud de la línia equatorial terrestre. Travessa l'oceà Atlàntic, l'Oceà Índic, l'Australàsia, l'Oceà Pacífic i Amèrica del Sud.
En aquesta latitud la llum del dia dessota de les 10 hores a partir del 17 de maig i supera les deu hores al dia a partir del 29 de juliol. Els cultius i altres plantes augmenten considerablement durant aquest període de llum solar reduïda.

## Geografia
En el sistema geodèsic WGS84, al nivell de 39° de latitud sud, un grau de longitud equival a 86,626 km; la longitud total del paral·lel és de 31.185 km, que és aproximadament 78,0% de la de l'equador, del que es troba a 4.319 km i a 5.683 km del pol Sud

## Arreu del món
A partir del Meridià de Greenwich i cap a l'est, el paral·lel 39° sud passa per: 
| Coordenades                               | País. Territori o mar | Notes |
| ----------------------------------------- | --------------------- | --- |
| 39° 0′ S, 0° 0′ E / 39.000°S,0.000°E      | Oceà Atlàntic         | |
| 39° 0′ S, 20° 0′ E / 39.000°S,20.000°E    | Oceà Índic            | Passa al sud d'Illa de Sant Pau, Terres Australs i Antàrtiques Franceses |
| 39° 0′ S, 143° 30′ E / 39.000°S,143.500°E | Estret de Bass        | |
| 39° 0′ S, 145° 15′ E / 39.000°S,145.250°E | Austràlia             | Victòria – Promontori Wilsons |
| 39° 0′ S, 146° 27′ E / 39.000°S,146.450°E | Oceà Pacífic          | Mar de Tasmània |
| 39° 0′ S, 174° 10′ E / 39.000°S,174.167°E | Nova Zelanda          | Illa del Nord, passa a través de la ciutat de Waitara |
| 39° 0′ S, 177° 53′ E / 39.000°S,177.883°E | Oceà Pacífic          | |
| 39° 0′ S, 73° 19′ O / 39.000°S,73.317°O   | Xile                  | Araucania |
| 39° 0′ S, 71° 28′ O / 39.000°S,71.467°O   | Argentina             | Província del Neuquén Província de Río Negro passa a través de General Roca (a 39° 0′ S, 67° 35′ O / 39.000°S,67.583°O) La Pampa Província de Buenos Aires – passa a través de Bahía Blanca (a 39° 0′ S, 62° 09′ O / 39.000°S,62.150°O) |
| 39° 0′ S, 62° 0′ O / 39.000°S,62.000°O    | Oceà Atlàntic         | |